# Tikopia
Tikopia is het zuidelijkste eiland van de Santa Cruz-eilanden in de provincie Temotu in de Salomonseilanden. Het is hiermee ook het zuidelijkste eiland in de Salomonseilanden.

## Geografie
Tikopia is een vulkanisch eiland met een oppervlakte van 9,6 km². De dode vulkaan Reani is de hoogste berg met een hoogte van 377 m boven zeeniveau. Met een bevolking van 1200 personen op een oppervlakte van 5 km² heeft het eiland met 240 personen per vierkante kilometer een relatief hoge bevolkingsdichtheid.

## Bevolking
In tegenstelling tot het grootste deel van de Salomonseilanden zijn de inwoners van Tikopia Polynesiërs. Het eiland heeft een populatie van circa 1200 die min of meer stabiel is met uitzondering van een bevolkingspiek in de jaren 1930. Een strikte geboortepolitiek heeft een verdere toename gestopt. Terwijl de inwoners van Temotu steeds meer de westerse cultuur overnemen, houden de inwoners van Tikopia juist vast aan hun gebruiken en cultuur.
Vier stamhoofden regeren nog steeds over de eilanden Tikopia en Anuta.

## Onderzoek door Raymond Firth
Tikopia kent een hoog ontwikkelde cultuur met sterke Polynesische invloeden en een ingewikkelde sociale structuur. De Nieuw-Zeelandse antropoloog Raymond Firth, die van 1928 tot 1929 op het eiland woonde, nam deze Polynesische invloed waar in een maagdelijkheidscultus en wijdverbreide infanticide onder de inwoners die hij verder omschreef als zachtmoedig en liefdevol. Het geboortebeleid was echter zeer streng om een te sterke bevolkingsgroei te voorkomen. Alleen de oudste zoon van een familie mocht kinderen krijgen. Coïtus interruptus was de meest toegepaste en verbreide vorm van anticonceptie. Als abortus (vaak uitgevoerd door hete stenen op de gezwollen buik van een zwangere vrouw te leggen) mislukte, werd een om ecologisch en economische redenen of vanwege het maagdelijkheidsideaal ongewenste baby na de geboorte gedood. De meest gebruikte methode hiervoor was verstikking. Ook waren er verschillende gedocumenteerde gevallen van zelfmoord of van groepen die vrijwillig of gedwongen als een vorm van verbanning het eiland verlieten, om zo een langzame hongerdood te vermijden.

## Christendom
Het christendom zorgde voor een mentaliteitsverschuiving: niet alleen zelfmoord, infanticide en abortus werden afgekeurd, ook geboortebeperking in het algemeen was niet acceptabel. Het gevolg was een snelle bevolkingstoename tot zo'n 1800 in de jaren 1930. Om aan een dreigende hongersnood te ontsnappen, migreerden veel eilanders naar andere eilanden in de regio, waarna men terugkeerde tot geboortebeperking, zij het dat infanticide niet en abortus in mindere mate werden toegepast. De bevolking is wederom stabiel op het cijfer van de laatste 25 eeuwen: 1200 personen.

## Migratie
Het gebruik van infanticide is vandaag de dag totaal verdwenen op het eiland. Hoewel dit deels komt door culturele verschuivingen en het massaal aannemen van het christendom, is er ook een demografische verklaring voor de mentaliteitsverandering. Veel jonge mannen verlaten het eiland om werk te zoeken op de Russell-eilanden of in de hoofdstad Honiara. Als gevolg van deze emigratie zal slechts een op de drie vrouwen een man vinden indien zij op het eiland blijft.

## Fauna
Op het eiland zijn slechts twee zoogdieren bekend: de geïntroduceerde en weer uitgestorven Rattus praetor en de vleermuis Tongavleerhond (Pteropus tonganus).

## Landbouw
Tikopia heeft een intensief permacultuursysteem, waarvan het principe vergelijkbaar is met bostuinbouw en de tuinbouw in de hooglanden van Nieuw-Guinea. In feite is het eiland bedekt door regenwoud waar alle boom- en plantensoorten eetbare gewassen voortbrengen en dat zorgvuldig wordt onderhouden. De landbouw is sterk en nauwgezet verbonden met de bevolkingsdichtheid. Rond het jaar 1600 bijvoorbeeld besloot men alle varkens op het eiland te slachten (en voortaan in plaats daarvan vis te eten), omdat varkens voedselconcurrenten voor de mensen zijn, ze met hun gewroet erosie bevorderden en ze een inefficiënte eiwitbron zijn (10 kg voer voor 1 kg vlees).